# 9998 ISO
9998 ISO è un asteroide della fascia principale. Scoperto nel 1971, presenta un'orbita caratterizzata da un semiasse maggiore pari a 2,1610753 UA e da un'eccentricità di 0,0940004, inclinata di 3,91419° rispetto all'eclittica.
L'asteroide prende il nome dall'ISO, telescopio spaziale a raggi infrarossi lanciato nel 1995.